# The Hot Rock
The Hot Rock (Un diamante al rojo vivo) es una comedia de acción americana de 1972 dirigida por Peter Yates  a partir de un guion de William Goldman, basado en la novela de Donald E. Westlake. Está protagonizada por Robert Redford, George Segal, Ron Leibman, Paul Arena, Moisés Gunn y Cero Mostel.

## Argumento
John Dortmunder (Redford) acaba de salir de la cárcel cuando su cuñado Andy Kelp (Segal) ya le ofrece otro "trabajo". El Dr. Amusa (Gunn) quiere una gema expuesta en Brooklyn Museo que es reclamada por varias naciones de África, ya que fue robada durante el periodo colonial.
A Dortmunder Y Kelp se unen el conductor Stan Murch (Leibman) y el experto de explosivos Allan Greenberg (Arena). A pesar de que los planes de robo son cuidadosamente planeados algo siempre sale mal, por lo que pierden el diamante una y otra vez.

Finalmente, con la ayuda de una hipnotista llamada Miasmo, Dortmunder hipnotiza al guardian del banco y al invocar la frase predeterminada "Afganistán banana stand" obtine acceso a la caja de seguridad y recuperar la joya.

## Reparto
- Robert Redford es Dortmunder.
- George Segal es Kelp.
- Ron Leibman es Murch.
- Paul Sand es Greenberg.
- Moses Gunn es Dr. Amusa
- Zero Mostel es Abe Greenberg.
- Christopher Guest es Policeman.
- Graham Jarvis es Warden.
- Lynne Gordon es Miasmo.
- Charlotte Rae es Ma Murch.
- Harry Bellaver es Rollo the Bartender.

## Producción

### Desarrollo
El guion fue escrito por William Goldman, quién era un fan de la novela original.
Peter Yates aceptó rodar el film "porque en todas partes me  encontraba con películas llenas de violencia, sexo y drogas... la gracia de esta película no es que los protagonistas sean delincuentes sino que son simpaticos, y que ellos, como todo el mundo, planean cosas que salen al reves."

### Rodaje
Cuando Dortmunder  vuela en helicóptero por Manhattan se ve el World Trade Center y como su torre sur está en obras.

## Recepción
Yates dijo. " A pesar de tener a Robert Redford y George Segal nadie fue a verlos."

### Crítica
En septiembre de 2018, la película obtuvo un índice de 67% en los tomates Podridos. 

### Premios
Frank P. Keller Y Fred W. Berger (montaje) fueron nominados a los  Premios de la Academia. William Goldman fue nominado al Premio Edgar Allan Poe por su guion.

## Banda sonora

### Listado de canciones
1. "Listen to the Melody" (Quincy Jones, Bill Rinehart, Tay Uhler) − 3:44
2. "Main Title" − 3:14
3. "Talking Drums" − 2:08
4. "Seldom Seen Sam" − 2:30
5. "Parole Party" − 1:59
6. "When You Believe" (Rinehart) − 2:53
7. "Hot Rock Theme" − 2:45
8. "Miasmo" − 2:13
9. "Sahara Stone" − 3:00
10. "Slam City" − 1:56
11. "Listen to the Melody/Dixie Tag" − 4:38
12. "End Title" − 3:10